# 東埼玉総合病院
東埼玉総合病院（ひがしさいたまそうごうびょういん）は、埼玉県幸手市にある医療機関。社会医療法人ジャパンメディカルアライアンスが運営する病院である。1973年（昭和48年）に「救急こそ医療の原点である」との信念を持った日本医科大学出身の若き医師たちが、埼玉県北葛飾郡杉戸町に医療法人社団仁愛会（現・社会医療法人ジャパンメディカルアライアンス）を開設し、東埼玉病院（現・東埼玉総合病院）が開院した。
2012年（平成24年）5月には、発祥の地である埼玉県北葛飾郡杉戸町から隣接する埼玉県幸手市へ新築移転を果たす。地域密着型中小病院のモデルを目指し、地域に貢献できる病院を目指している。

## 沿革
- 1973年（昭和48年）9月10日 - 「医療法人社団仁愛会」設立、埼玉県北葛飾郡杉戸町清地二丁目2番11号に「東埼玉病院」開設（一般病床：50床）
- 1976年（昭和51年）11月 - 増床（一般病床：69床）
- 1978年（昭和53年）3月 - 増築工事、増床（一般病床：181床）
- 1996年（平成8年）4月 - 「東埼玉在宅介護支援センター」及び「東埼玉訪問看護ステーション」開設
- 1998年（平成10年）
  - 4月 - 東埼玉病院増床（一般病床：198床）
  - 10月 - 東埼玉病院25周年記念式典
  - 11月 - 東埼玉病院を「東埼玉総合病院」に名称変更
- 1999年（平成11年）
  - 4月 - 増床（一般病床：252床）
  - 5月 - 減床（一般病床：250床）
- 2000年（平成12年）4月 - 「ケアネット東埼玉」「ヘルパーネット東埼玉」開設。減床（一般病床：234床）
- 2002年（平成14年）5月 - 減床（一般病床：234床）
- 2003年（平成15年）
  - 2月 - 法人 長期優先債務格付けで「BBB」に、医療法人で初めて取得格付け公表
  - 7月 - 「医療法人社団仁愛会」を「医療法人社団ジャパンメディカルアライアンス」に名称変更
- 2004年（平成16年）
  - 2月 - 電子カルテ導入。「デイサービス東埼玉」開設
  - 3月 - 特定医療法人の承認を受ける
  - 6月 - 減床（一般病床：199床）
- 2005年（平成17年）6月 - 法人所在地を神奈川県海老名市へ変更
- 2006年（平成18年）10月 - 埼玉県北葛飾郡杉戸町清地五丁目1番2号に「東埼玉総合病院附属清地クリニック」及び「東埼玉総合病院附属清地クリニック通所リハビリセンター」開設
- 2007年（平成19年）4月 - 「東埼玉在宅介護支援センター」を「杉戸町東埼玉地域包括支援センター」に名称変更
- 2008年（平成20年）
  - 4月 - 減床（一般病床：193床）
  - 12月 - 病院機能評価Ver.5認定
- 2009年（平成21年）2月 - 法人 長期優先債務格付けで「BBB+」に、医療法人で初の格上げ。厚生労働大臣の認定を受け、「社会医療法人ジャパンメディカルアライアンス」へ移行
  - 12月ｰ脳卒中ケアユニット（SCU）開設
- 2010年（平成22年）
  - 4月 - 法人 新人事制度運用開始
  - 8月 - NPO法人「埼玉利根医療圏糖尿病ネットワーク」設立
- 2011年（平成23年）
  - 7月 - 「ケアネット東埼玉」を「ケアネット東埼玉 こころ」、「ケアネット東埼玉 あゆみ」へ名称変更
  - 8月 - 「ケアレンタル東埼玉」を開設
- 2012年（平成24年）
  - 5月7日 - 埼玉県幸手市吉野517-5に新築移転（一般病床：173床）[1]
  - 6月1日 - 幸手市内循環バス（初代）停車開始
- 2016年（平成28年）3月31日 - 幸手市内循環バス（初代）運行終了
- 2022年（令和4年）1月4日 - 幸手市内循環バス（2代）運行開始

## 診療科目
- 内科
- 呼吸器内科
- 循環器内科
- 消化器内科
- 糖尿病・代謝・内分泌内科
- 神経内科
- 外科
- 消化器外科
- 乳腺・内分泌外科
- 血管外科
- 整形外科
- 脳神経外科
- 形成外科
- 皮膚科
- リウマチ科
- 泌尿器科
- 眼科
- 耳鼻咽喉科
- リハビリテーション科
- 放射線科
- 麻酔科

## 指定医療機関
- 救急指定病院
- 社会保険指定医療機関
- 国民健康保険指定医療機関
- 労災保険指定医療機関
- 結核予防法指定医療機関
- 生活保護法指定医療機関
- 指定自立支援医療機関（脳神経外科、整形外科、循環器科）
- 臨床研修指定病院（協力型）

## 施設基準
- DPC対象病院
- 一般病棟入院基本料1【7対1】（一般入院）第2352号
- 救急医療管理加算（救急）第189号
- 超急性期脳卒中加算（超急性期）第44号
- 診療録管理体制加算（診療録）第146号
- 15対1医師事務作業補助体制加算（事務補助）第114号
- 地域加算6【6級地】
- 療養環境加算（療）第1821号
- 重傷者等療養環境特別加算（重）第121号
- 医療安全対策加算（医療安全）第191号
- 感染防止対策加算（感染防止1）第20号
- 感染防止対策地域連携加算（感染防止1）第20号
- 患者サポート充実加算（患サポ）第108号
- 褥瘡ハイリスク患者ケア加算（褥瘡ケア）第39号
- 退院調整加算（退院）第123号
- 救急搬送患者地域連携紹介加算（救急紹介）第84号
- 救急搬送患者地域連携受入加算（救急受入）第140号
- 病棟薬剤業務実施加算（病棟薬）第41号
- データ提出加算2ロ（データ提）第40号
- ハイケアユニット入院医療管理費（ハイケア）第15号
- 脳卒中ケアユニット入院医療管理料（脳卒中ケア）第9号
- 糖尿病合併症管理料（糖管）第74号
- 糖尿病透析予防指導管理料（糖防管）第36号
- 院内トリアージ実施料（トリ）第41号
- 夜間休日救急搬送医学管理料（夜救菅）第127号
- 外来リハビリテーション診療科（リハ診）第122号
- 地域連携診療計画管理料（地連携）第105号
- がん治療連携指導料（がん指）第512号
- 薬剤管理指導料（薬）第385号
- 医療機器安全管理料1（機安１）第124号
- 造血器腫瘍遺伝子検査（血）第38号
- 検体検査管理加算（Ⅰ）（検Ⅰ）第197号
- 検体検査管理加算（Ⅳ）（検Ⅳ）第29号
- 植込型心電図検査（植心電）第29号
- 神経学的検査（神経）第135号
- センチネルリンパ節生検（単独法）（セ）第27号
- 遠隔画像診断（遠画）第33号
- 単純CT撮影（C・M）第772号
- 単純MRI撮影（C・M）第772号
- 大腸CT加算（大腸C）第36号
- 外来化学療法加算1（外化1）第113号
- 脳血管疾患等リハビリテーション料（Ⅱ）（脳Ⅱ）第259号
- 運動器リハビリテーション料（Ⅰ）（運Ⅰ）第163号
- 呼吸器リハビリテーション料（Ⅰ）（呼Ⅰ）第137号
- エタノールの局所注入（エタ甲）第28号
- エタノールの局所注入（エタ副甲）第19号
- 脳刺激装置植込術（頭蓋内電極植込術含む）・脳刺激装置交換術（脳刺）第24号
- 脊髄刺激装置植込術・脊髄刺激装置交換術（脊刺）第33号
- 乳腺悪性腫瘍手術乳がんセンチネルリンパ節加算（乳セ）第30号
- ペースメーカー移植術・ペースメーカー交換術（ぺ）第212号
- 植込型心電図記録計移植術（植心）第31号
- 植込型心電図記録計摘出術（植心）第31号
- 大動脈バルーンパンピング法（IABP法）（大）第72号
- 頭蓋内腫瘤摘出術等（通手）第268号
- 鼓室形成手術等（通手）第268号
- 肺悪性腫瘍手術等（通手）第268号
- 経皮的カテーテル心筋焼灼術（通手）第268号
- 靭帯断裂形成手術等（通手）第268号
- 水頭症手術等（通手）第268号
- 鼻副鼻腔悪性腫瘍手術等（通手）第268号
- 尿道形成手術等（通手）第268号
- 肝切除術等（通手）第268号
- 上顎骨形成術等（通手）第32号
- 上顎骨悪性腫瘍手術等（通手）第268号
- バセドウ甲状腺全摘（亜全摘）術（両葉）（通手）第268号
- 母指化手術等（通手）第268号
- 内反足手術等（通手）第268号
- 食道切除再建術等（通手）第268号
- 人工関節置換術等（通手）第268号
- ペースメーカー移植術・ペースメーカー交換術（通手）第268号
- 経皮的冠動脈形成術・経皮的冠動脈血栓切除術・経皮的冠動脈ステント留置術（通手）第268号
- 早期悪性腫瘍大腸粘膜下層剥離術（早大腸）第16号
- 輸血管理料Ⅰ（輸血Ⅰ輸適）第25号、第53号
- 麻酔管理料（Ⅰ）（麻管Ⅰ）第174号
- 無菌製剤処理料（菌）第106号
- 入院時食事療養（Ⅰ）（食）第782号

## 各科認定施設等
- 日本糖尿病学会認定教育施設
- 日本循環器学会認定循環器専門医研修関連施設
- 日本消化器内視鏡学会指導施設
- 日本外科学会外科専門医制度修練施設
- 日本超音波医学会認定超音波専門医研修施設
- 日本乳癌学会関連施設
- 日本整形外科学会専門医制度研修施設
- 日本脳神経外科学会専門医訓練場所
- 日本眼科学会専門医制度研修施設
- 日本がん治療認定医療機構認定研修施設

## アクセス
- 東武日光線「杉戸高野台駅」東口下車、徒歩13分。
- 幸手市内循環バス[中央コース]「東埼玉総合病院」停留所下車、すぐ。
- 杉戸町内巡回バス「東埼玉総合病院」停留所下車、すぐ。
- 首都圏中央連絡自動車道「幸手インターチェンジ」から南西へ約3km。